# Biserica de lemn din Negomir-Curtișoara

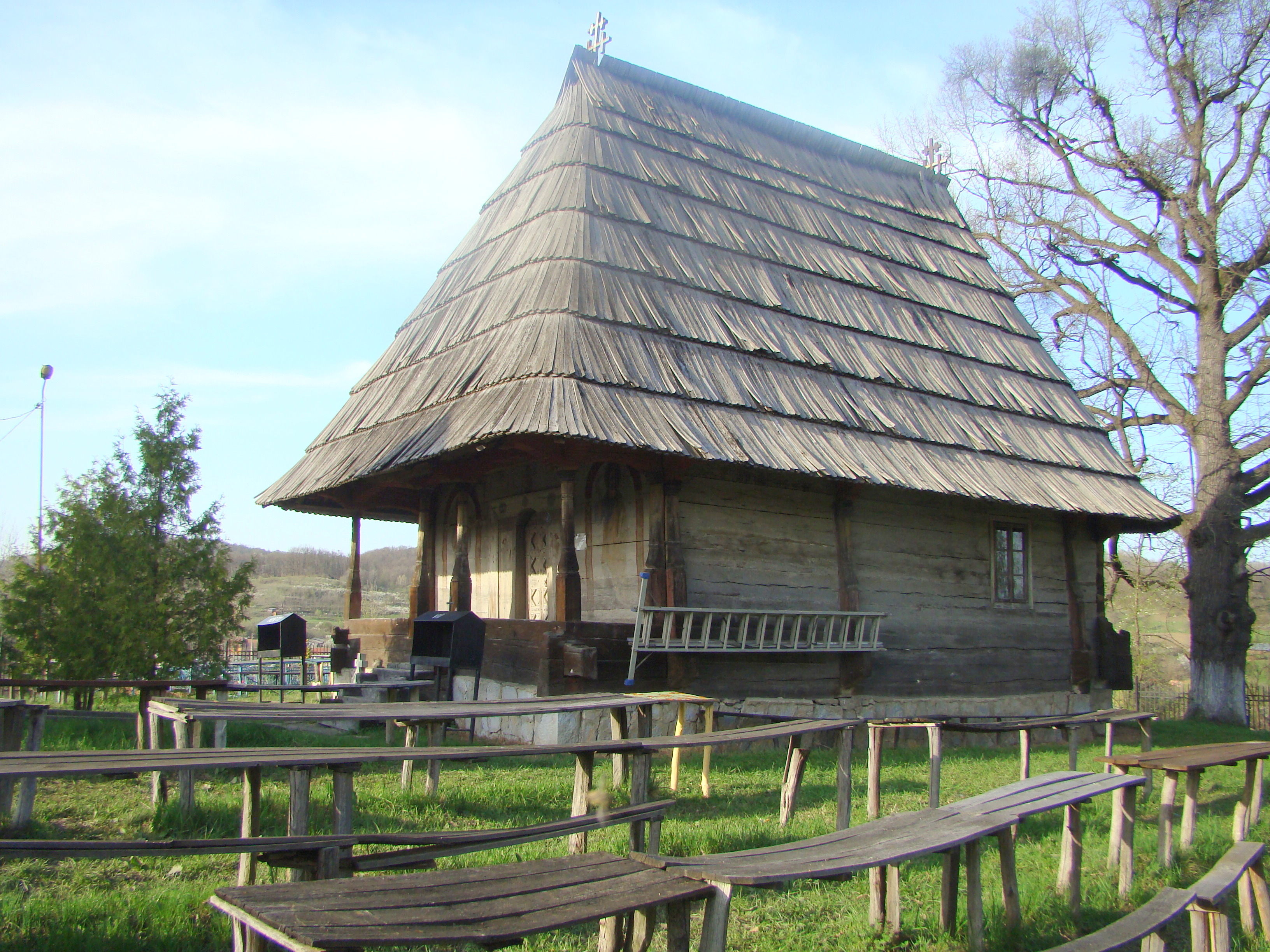
Biserica de lemn „Sfântul Ierarh Nicolae” din cătunul Curtișoara al satului Negomir, comuna Negomir, județul Gorj, foto: aprilie 2018.

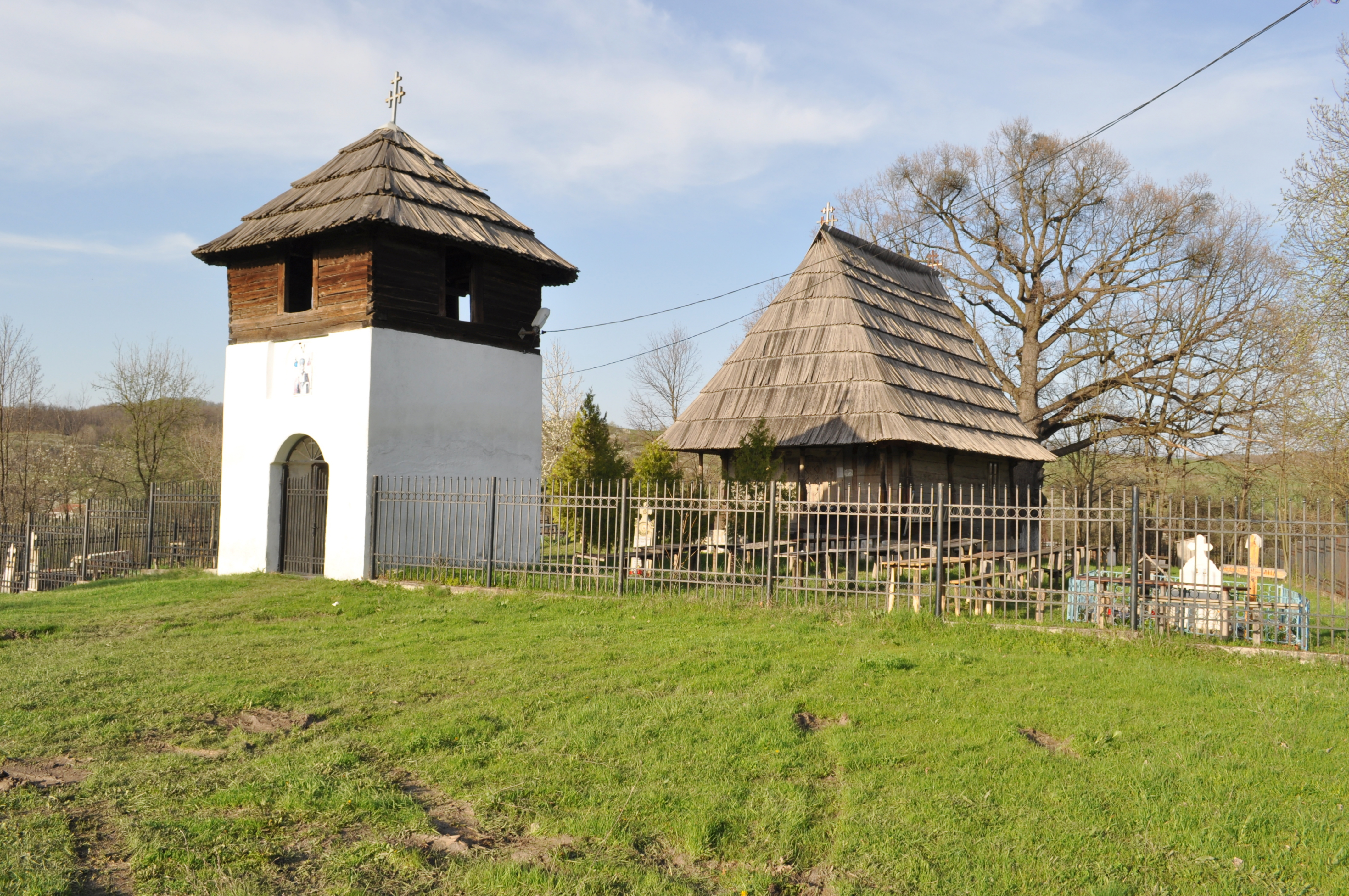
Biserica și clopotnița

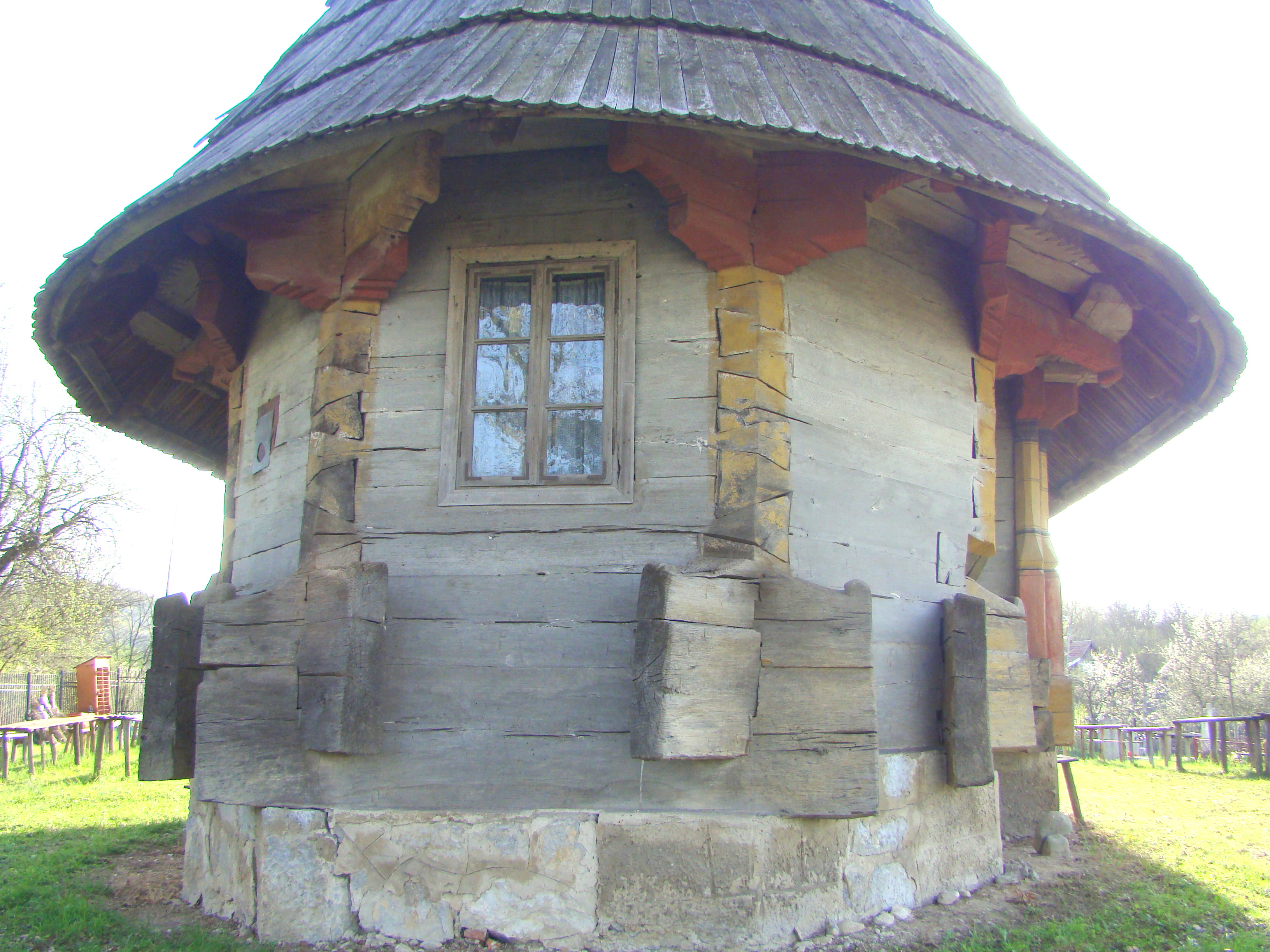
Absida altarului

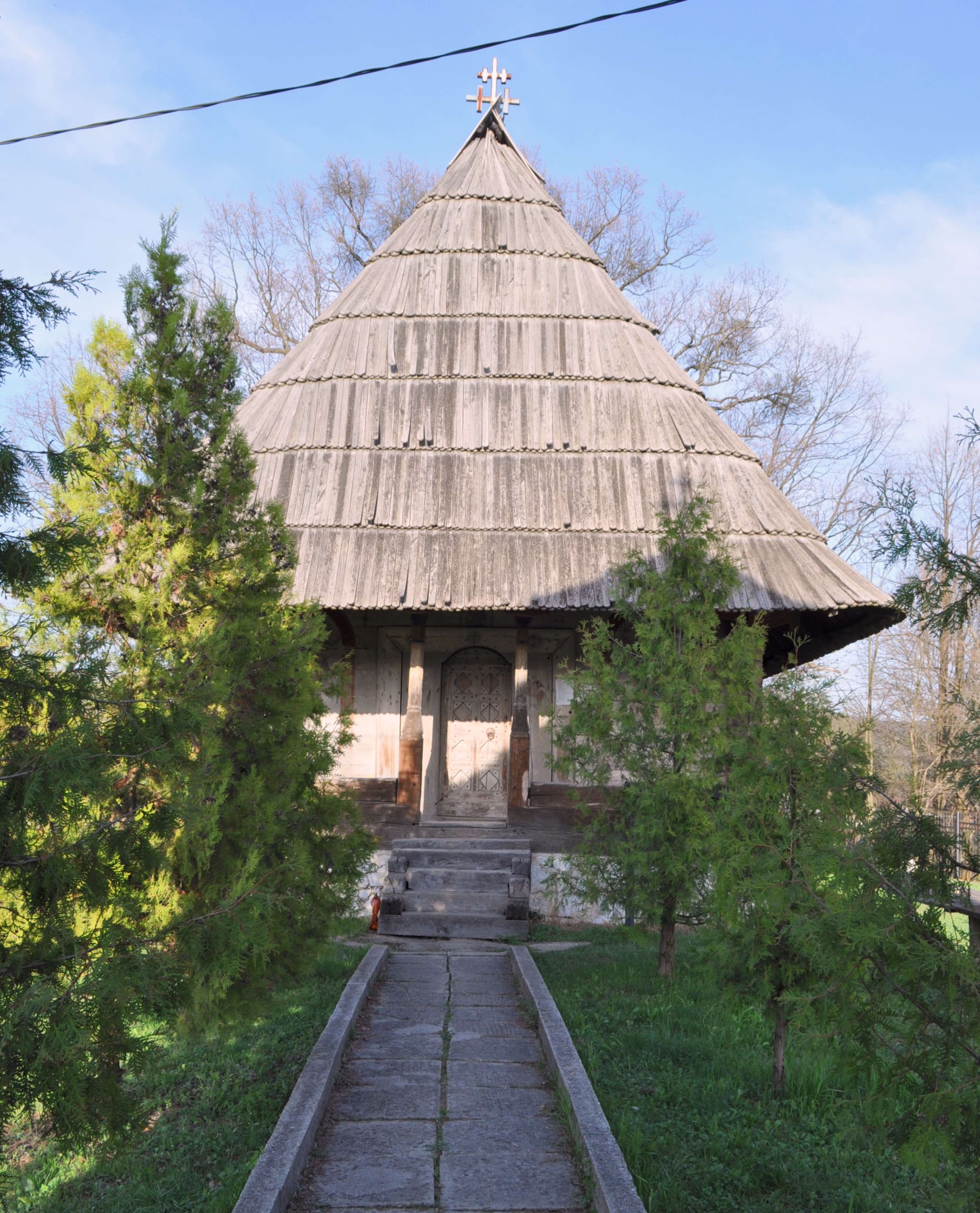
Biserica (vest)

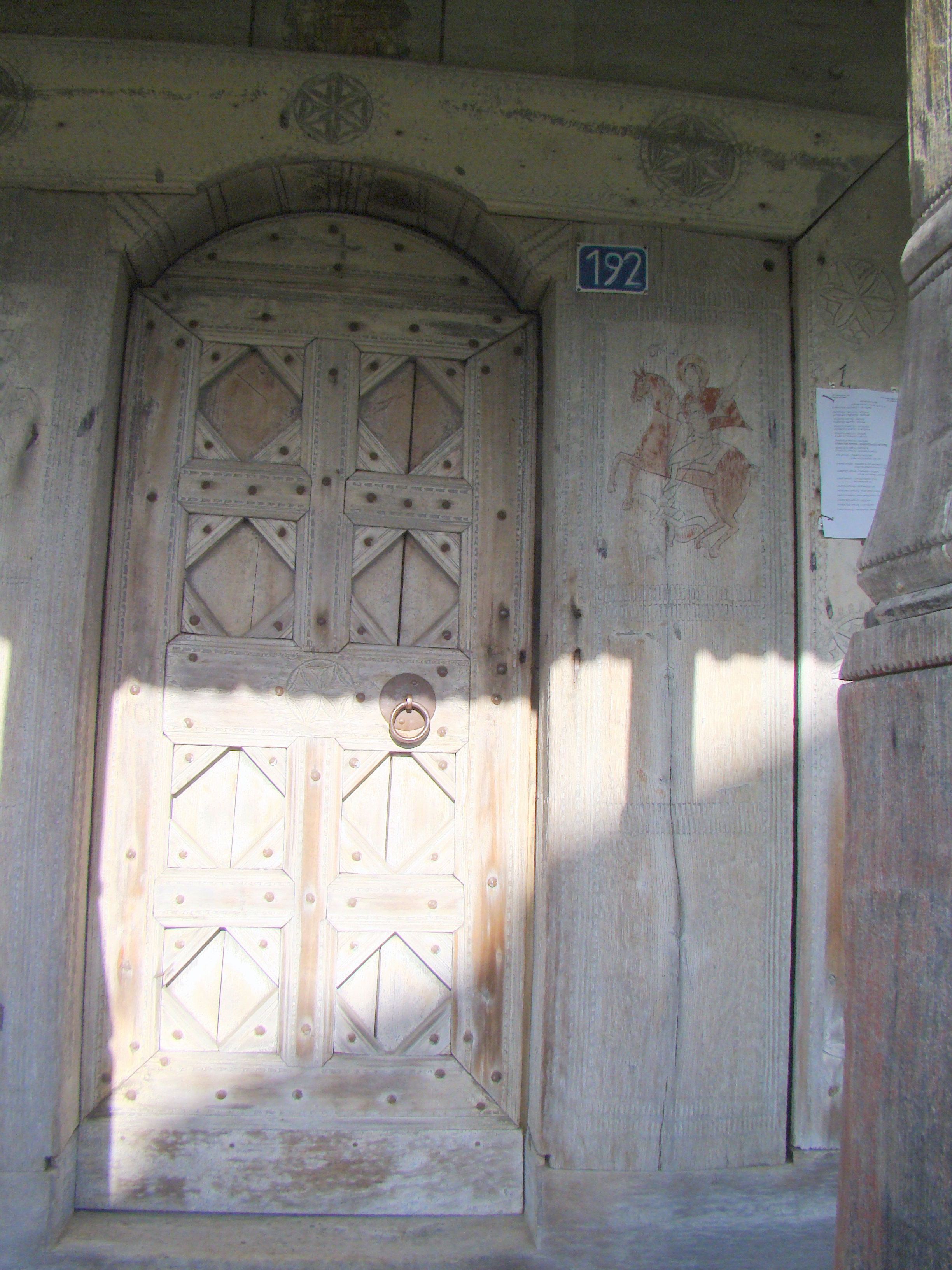
Ancadramentul intrării

Biserica de lemn din cătunul Curtișoara al satului Negomir, comuna Negomir, județul Gorj, a fost construită în anul 1813. Are hramul „Sfântul Ierarh Nicolae”. Biserica se află pe noua listă a monumentelor istorice sub codul LMI:  GJ-II-m-B-09336.

## Istoric
Conform tradiției orale a fost construită în anul 1678, lucru confirmat de elementele sale constructive și decorative. În vecinătatea altarului se află un stejar ce amintește de pădurea de pe loc, din care s-au confecționat bârnele masive ale pereților, îmbinate în coadă de rândunică.
În 1813 a avut loc o prefacere a bisericii, ctitorii, Dumitrașcu Grivei, Ion Ceaușu și protopopul Dincă Negomireanu, au construit o biserică de lemn tipică, în formă de navă, din bârne mari de stejar, acoperită cu blăni de stejar, la vremea aceea bătute în cuie de lemn. Această lucrare a ținut până în anul 1884, când a fost acoperită din nou, cu scândură de stejar, bătută cu cuie de fier de data aceasta. În partea dinspre nord și cea dinspre vest s-a introdus o talpă prin săltare. Biserica era pardosită cu cărămidă, care e înlocuită în 1894 cu pardoseală de stejar. În 1909, i s-a făcut împrejur temelie din piatră de munte și s-a tencuit în interior cu var și nisip, pereții rămânând, ca și în prezent, fără pictură; tot atunci s-au mărit ferestrele. În 1951 s-a acoperit cu blană de stejar, iar în 1954 s-a reparat temelia. În anul 1999 s-a refăcut din nou acoperișul, iar în 2001 s-a refăcut acoperișul și la clopotnița făcută din cărămidă și lemn, situată în apropiere de lăcas, servind și ca poartă de intrare în curtea bisericii. 
Lăcașul de cult e impresionant prin pereții construiți din bârne cu lățimi între 60 si 90 cm, temelia înaltă, care are capetele ieșite în afară un metru, precum și plastica arhitecturală a consolelor care sunt tăiate în formă de cap de cal.

## Trăsături
Biserica cu hramul „Sfântul Nicolae” are dimensiuni mici, specifice secolului al XVII-lea, păstrând neschimbat modelul acelei vremi și în ceea ce privește acoperișul cu pante mari, învelit în șiță, neîntrerupt de adăpostul clopotului. Clopotnița actuală este o construcție de dată mai recentă, aflată la vest de biserică, cu parter de cărămidă și etaj de lemn.
Biserica este înălțată pe o temelie din piatră, pereții înscriu o navă dreptunghiulară și un altar decroșat, poligonal, cu cinci laturi. Elevația interiorului cuprinde o boltă în leagăn peste navă și intersecția de fâșii curbe peste altar.
Stâlpii prispei, de pe latura de vest, au fusul segmentat prin brățări, ornate în dinte de lup. Ancadramentul intrării are montanții largi, cu șiraguri din alveole, iar în partea superioară a acestora sunt incizați și pictați Sfântul Gheorghe, omorând balaurul, și Sfântul Dimitrie, creații care datează de la începutul secolului al XIX-lea.
Catapeteasma e formată din icoane mobile pe lemn, cu pictură în ulei. Tâmpla a fost realizată de Gheorghe zugravul în anul 1831, semnătura acestuia și data aflându-se pe una din icoanele împărătești: Maria Platitera (cu arhanghelii în spatele tronului).
În registrul superior al tâmplei se află Crucea Răstignirii și moleniile, însoțite de panourile pe care sunt reprezentați cei doi tâlhari. 
Ușile împărătești, cu Buna Vestire în decor arhitectural și busturile regilor David și Solomon, întregesc pictura tâmplei; se mai păstrează și una din ușile diaconești, cu chipul Sfântului Petru.
Alte icoane se mai află în pronaos (Arhanghelii Mihail și Gavriil, Maria Platitera, Deisis, Sfântul Gheorghe cu Sfântul Nicolae) și în altar, avându-l drept autor pe același Gheorghe zugravul.

## Imagini

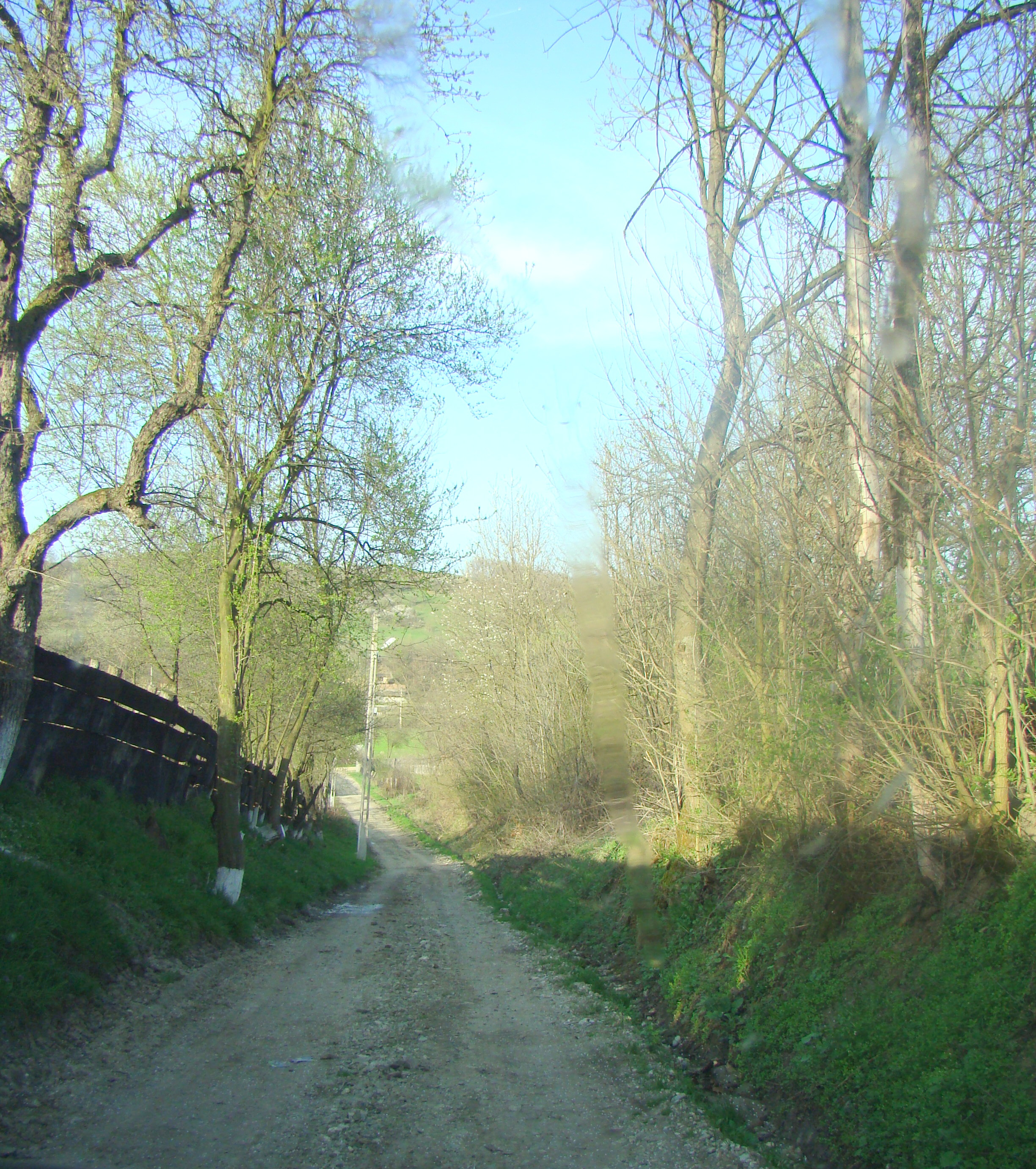
Drumul spre biserică
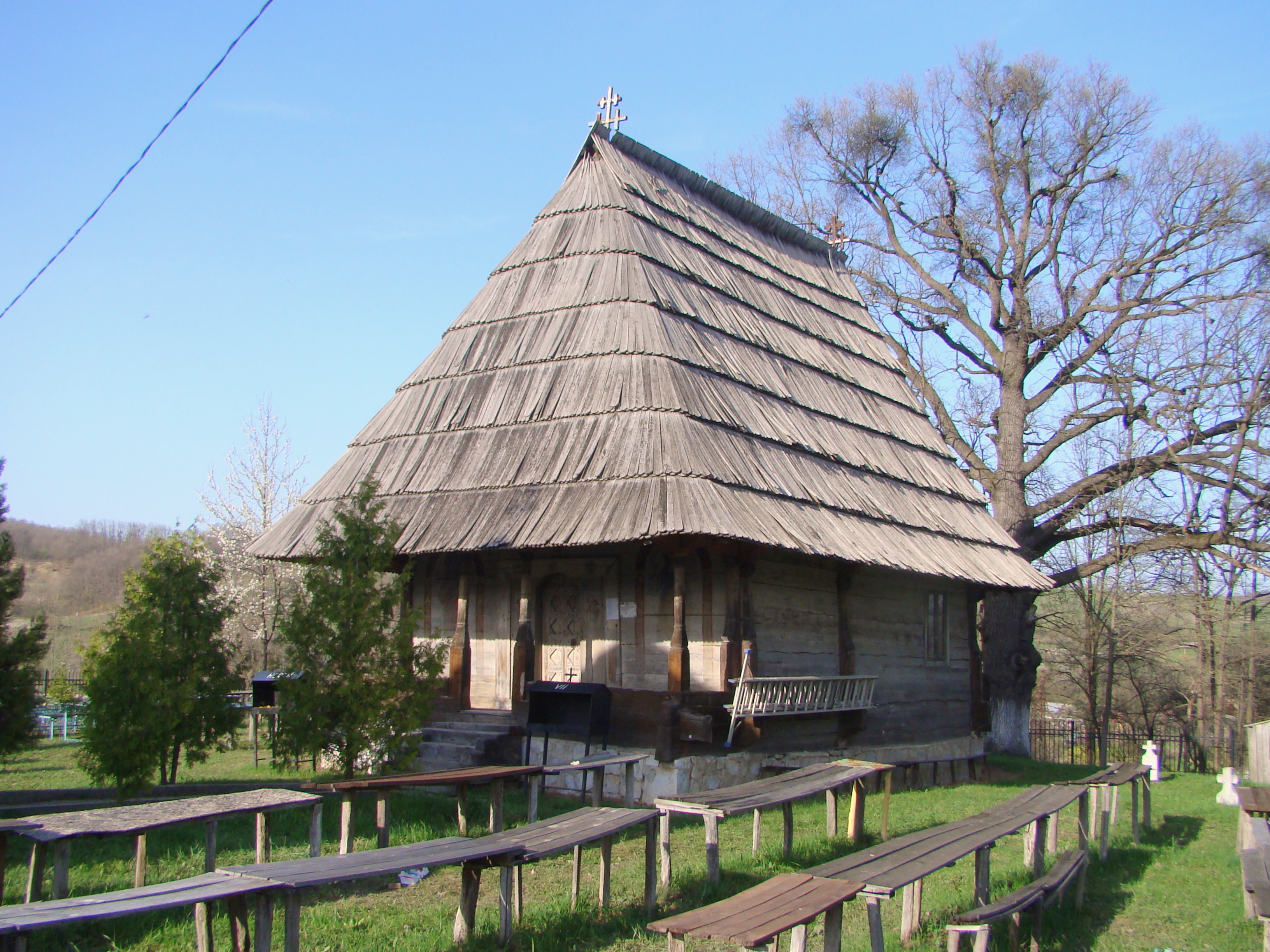
Biserica (sud-vest)
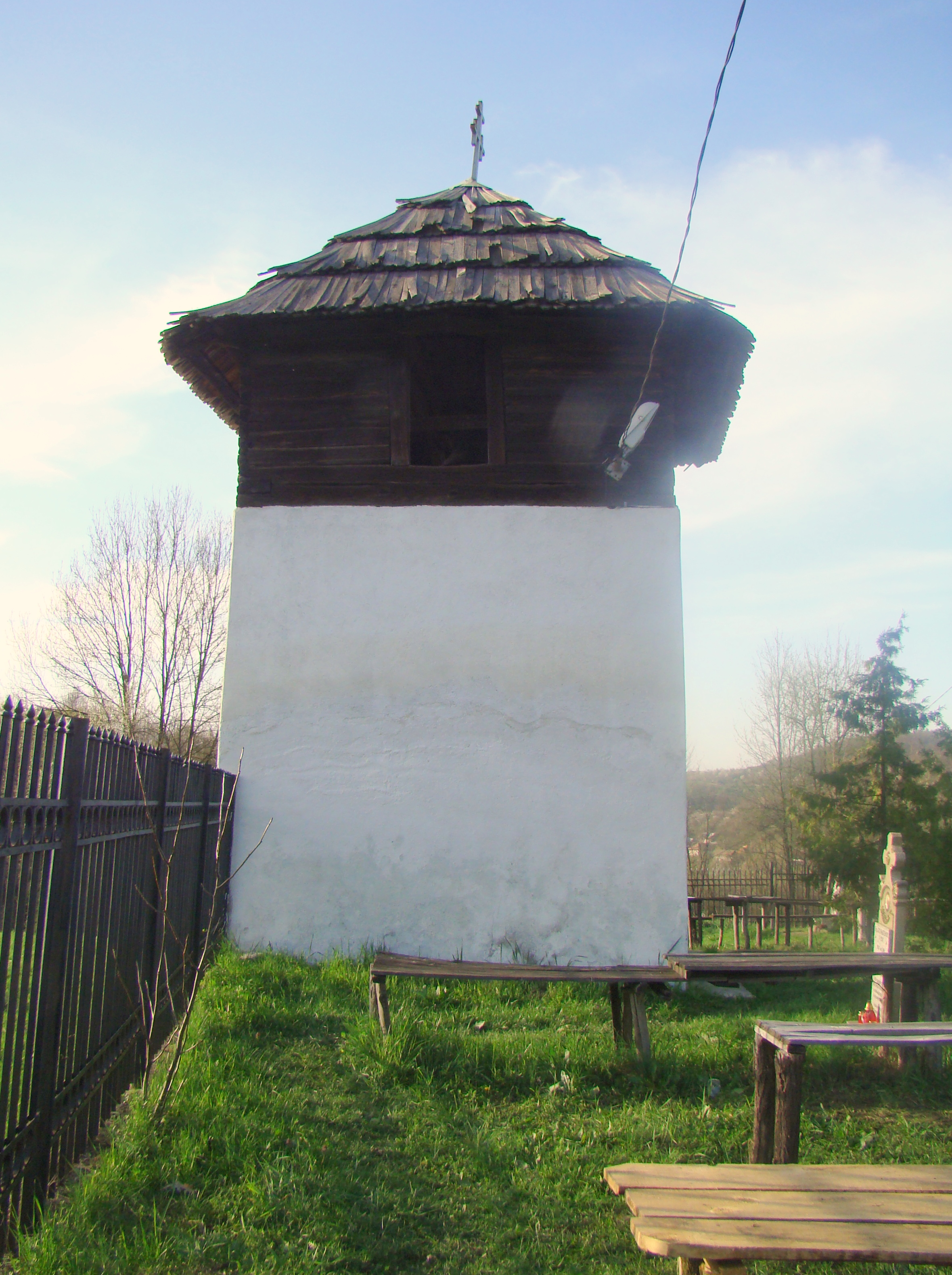
Clopotnița
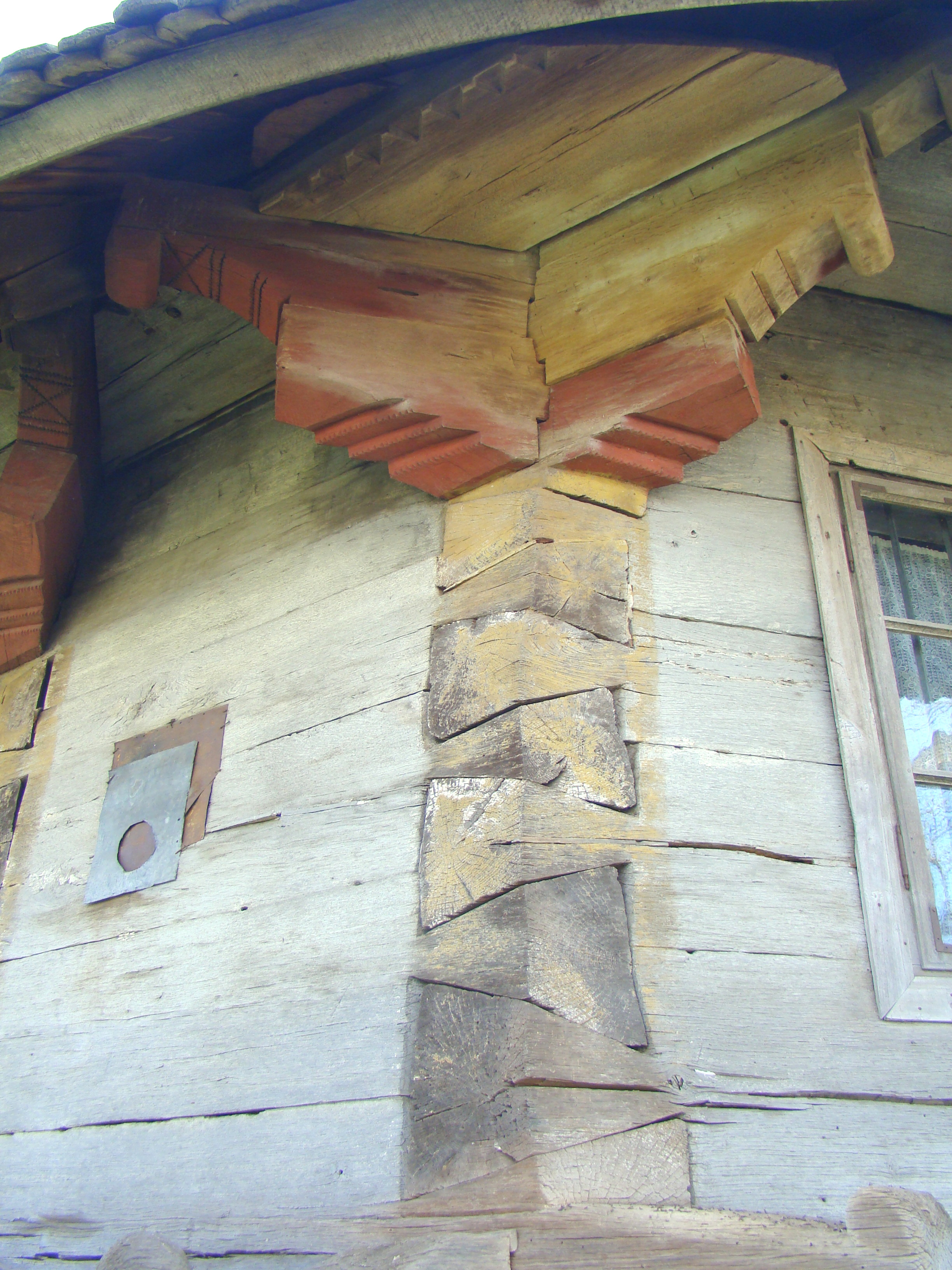
Console şi îmbinări
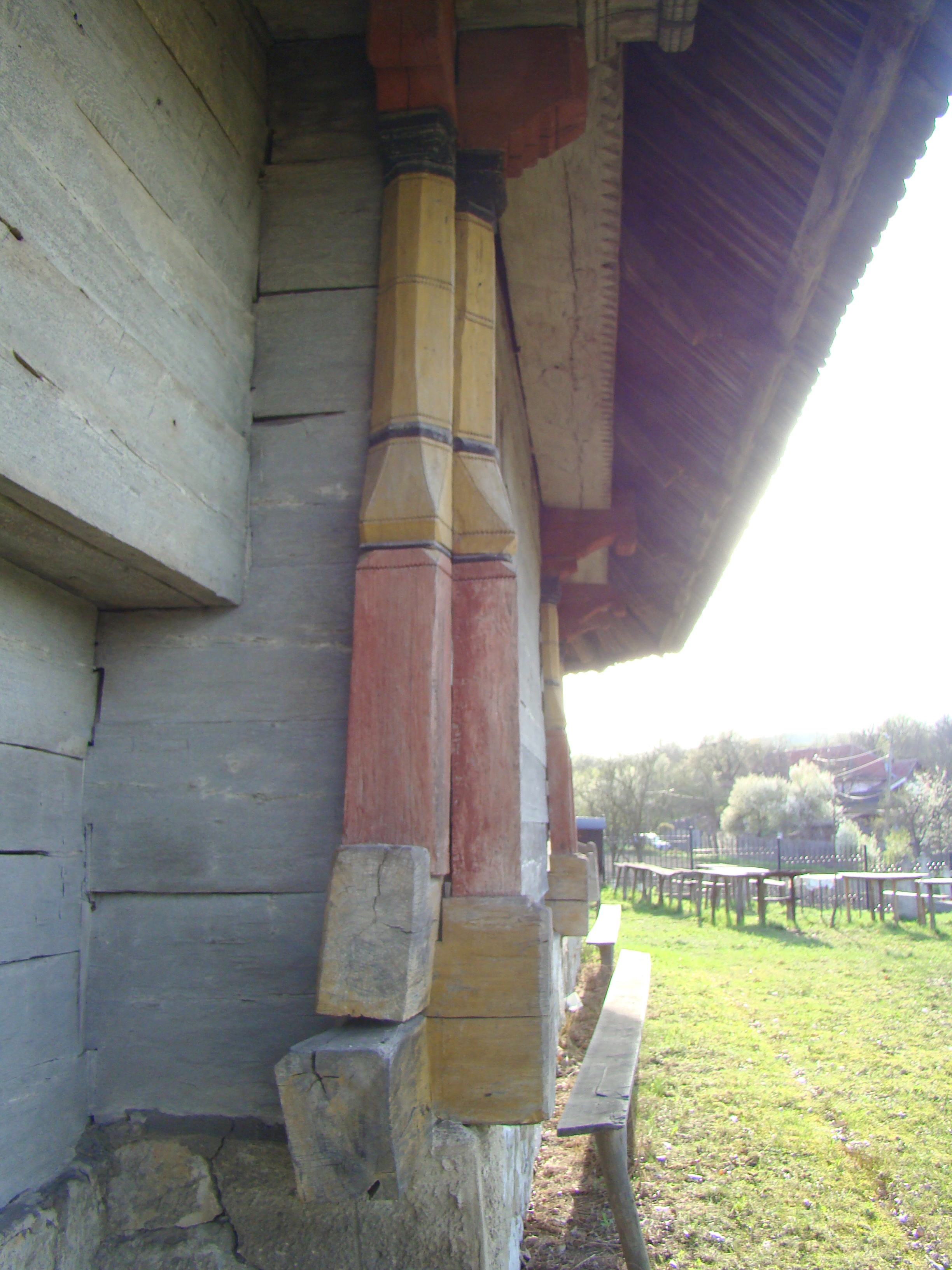
Decroşul absidei altarului
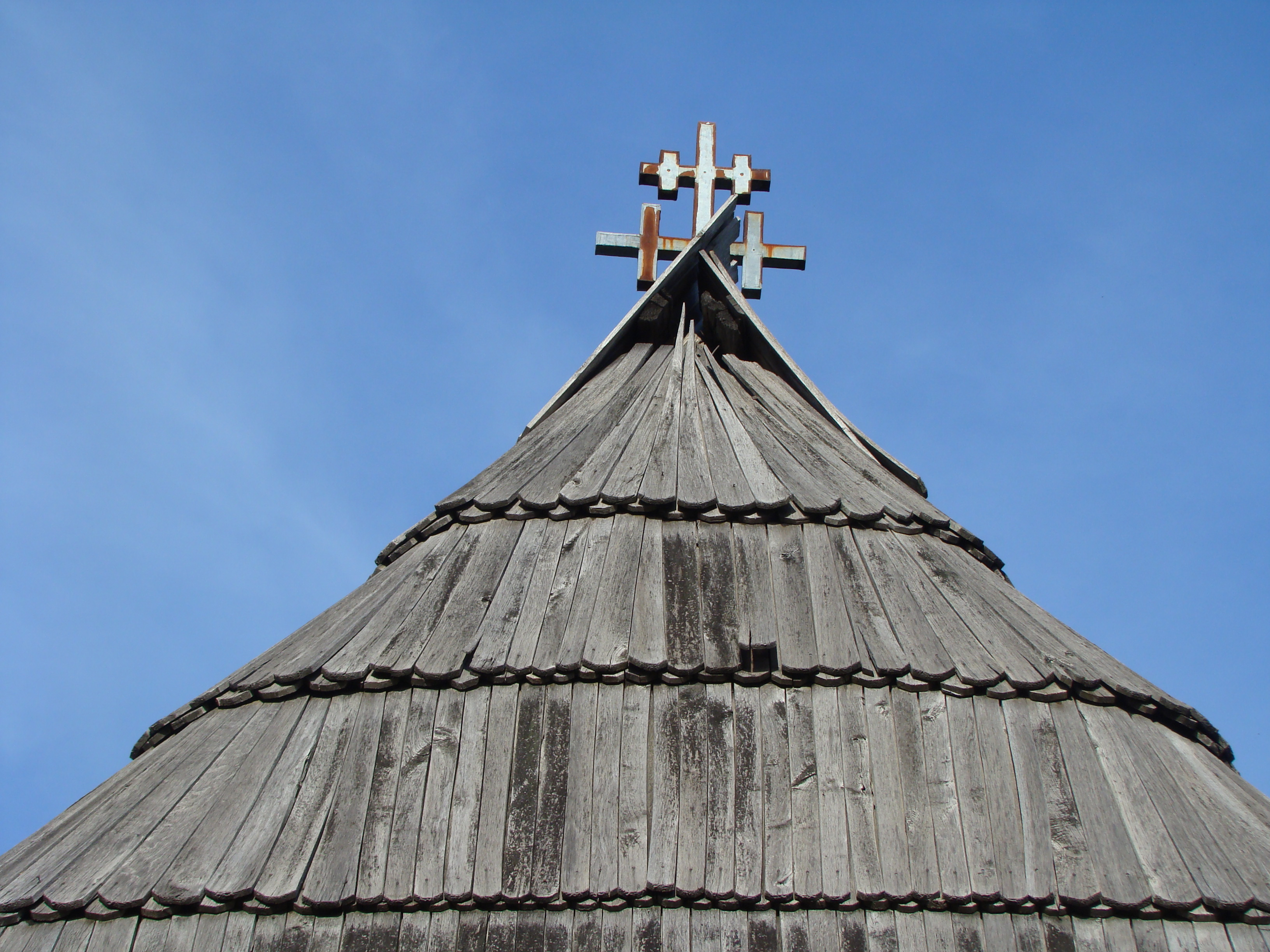
Crucea de pe coamă
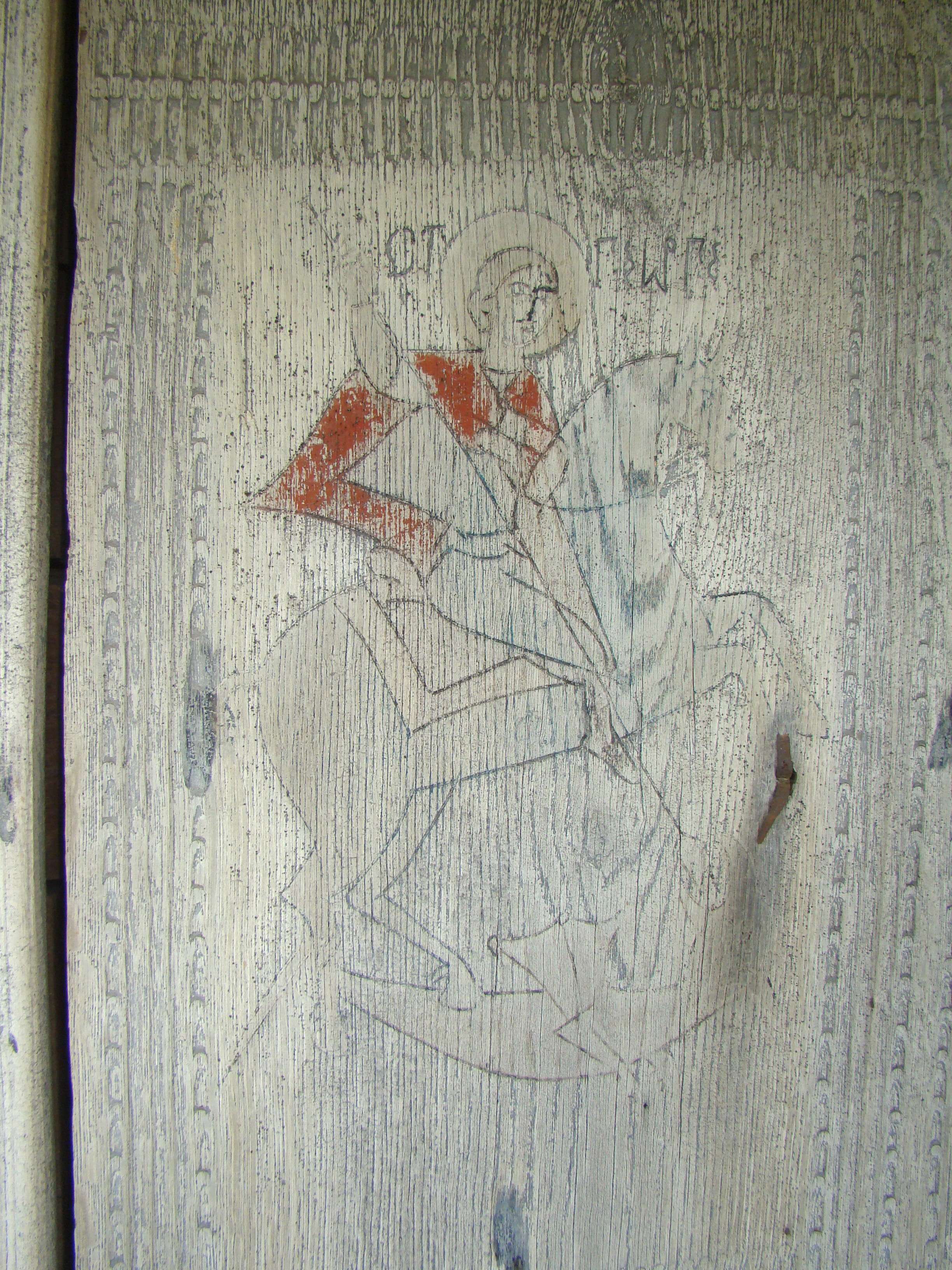
Pictura exterioară
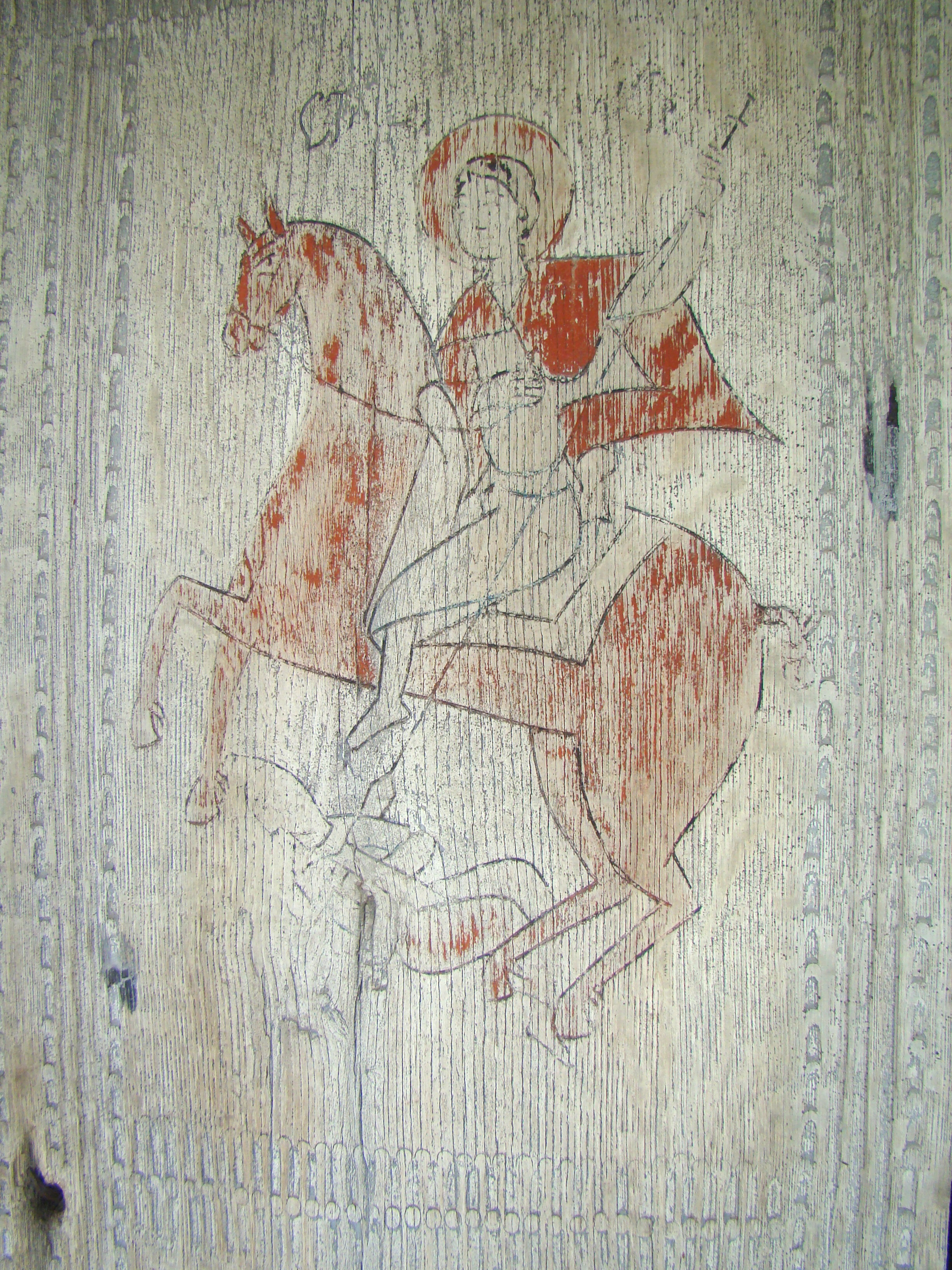
Pictura exterioară
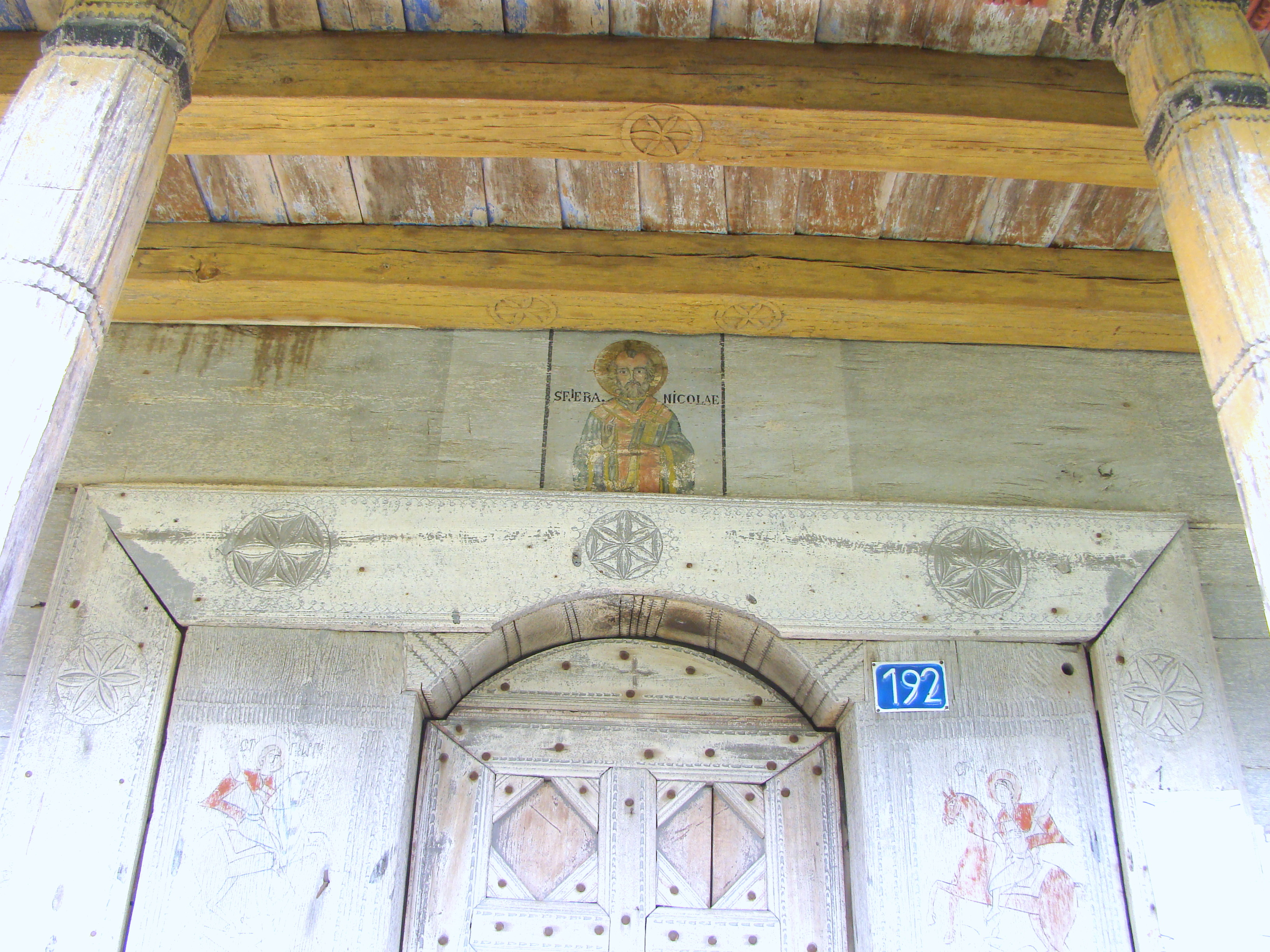
Sfântul Nicolae şi portalul ornamentat cu rozete
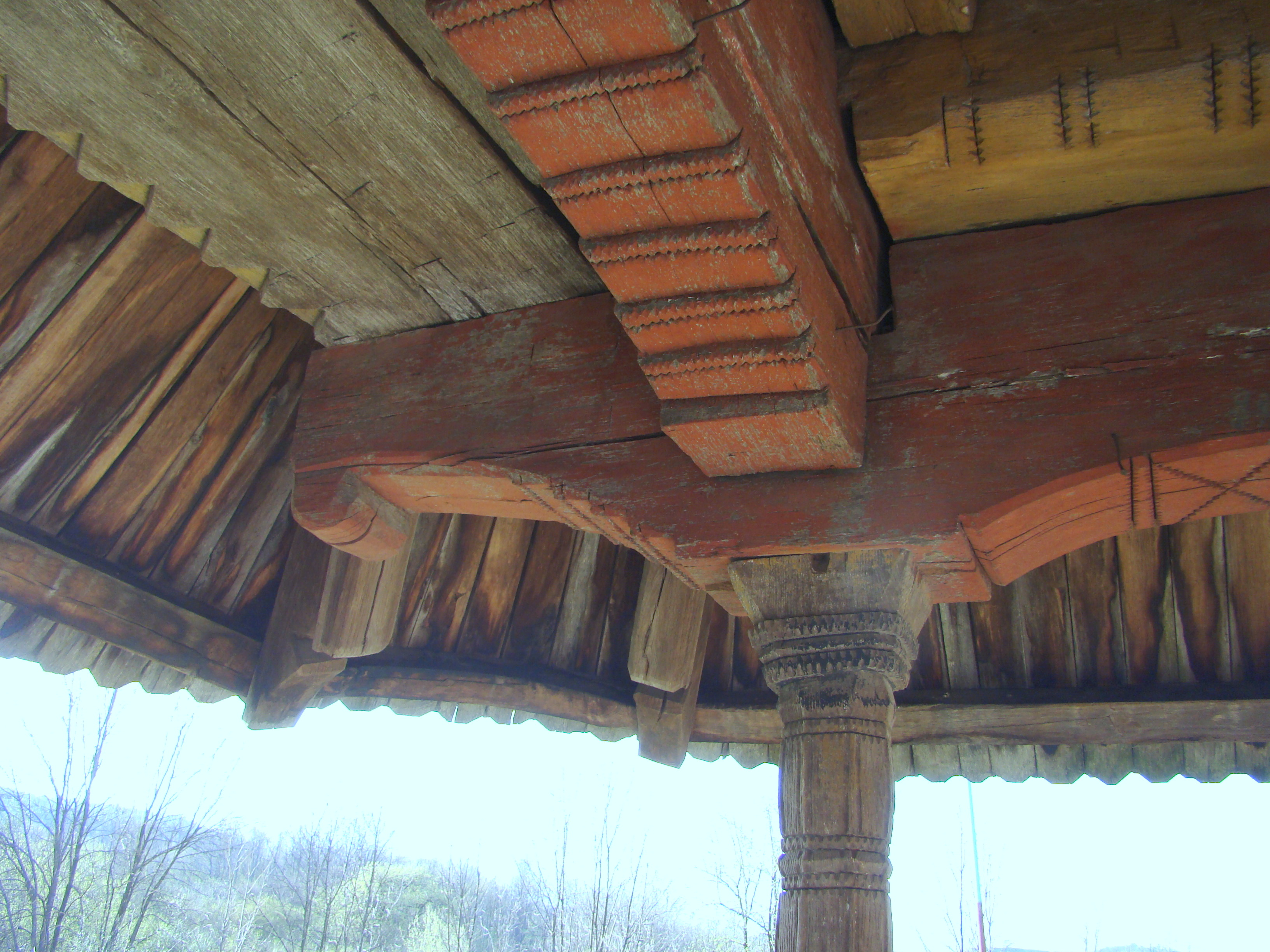
Stâlp şi console la pridvor
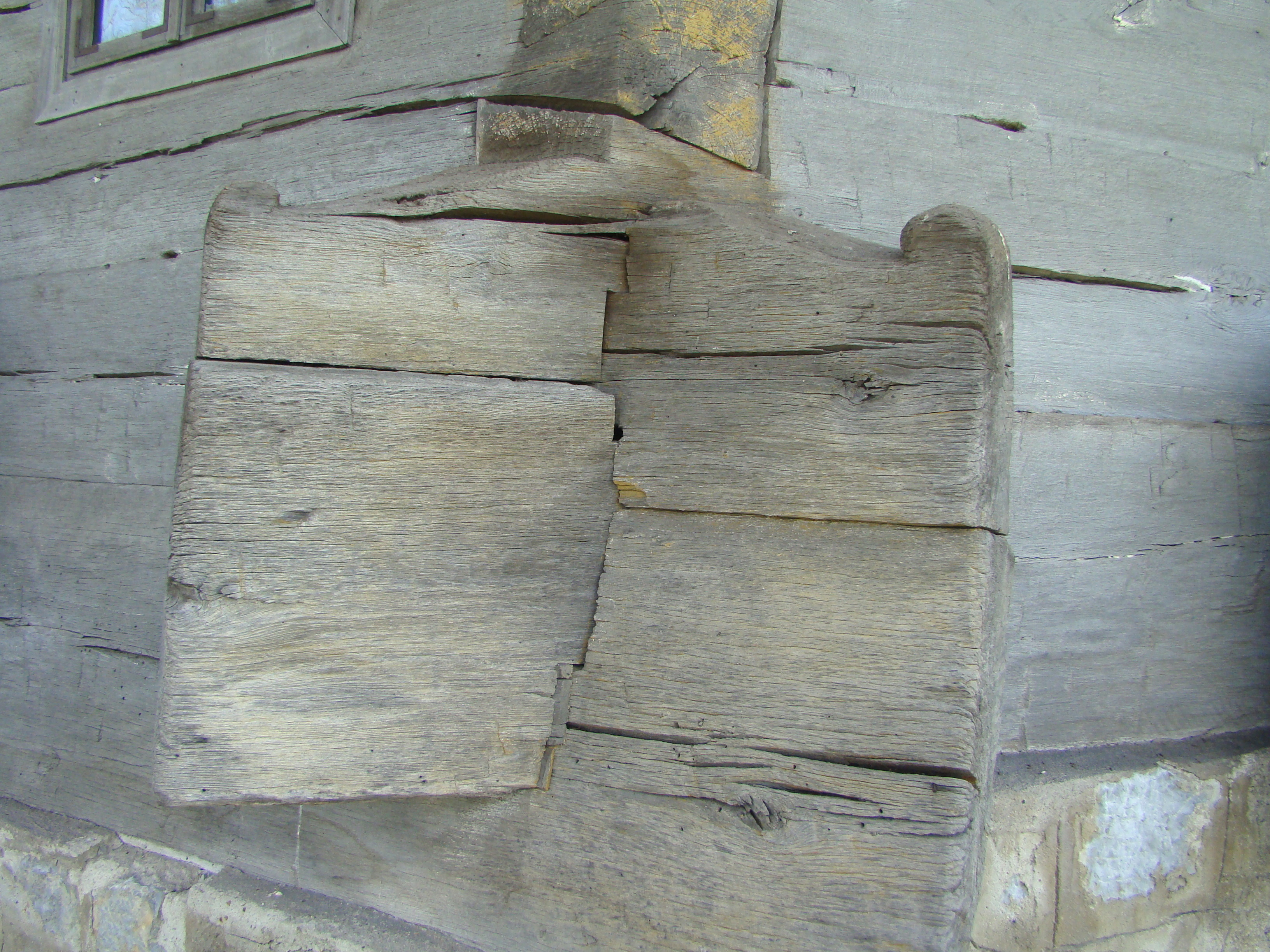
Tălpoaiele de lemn
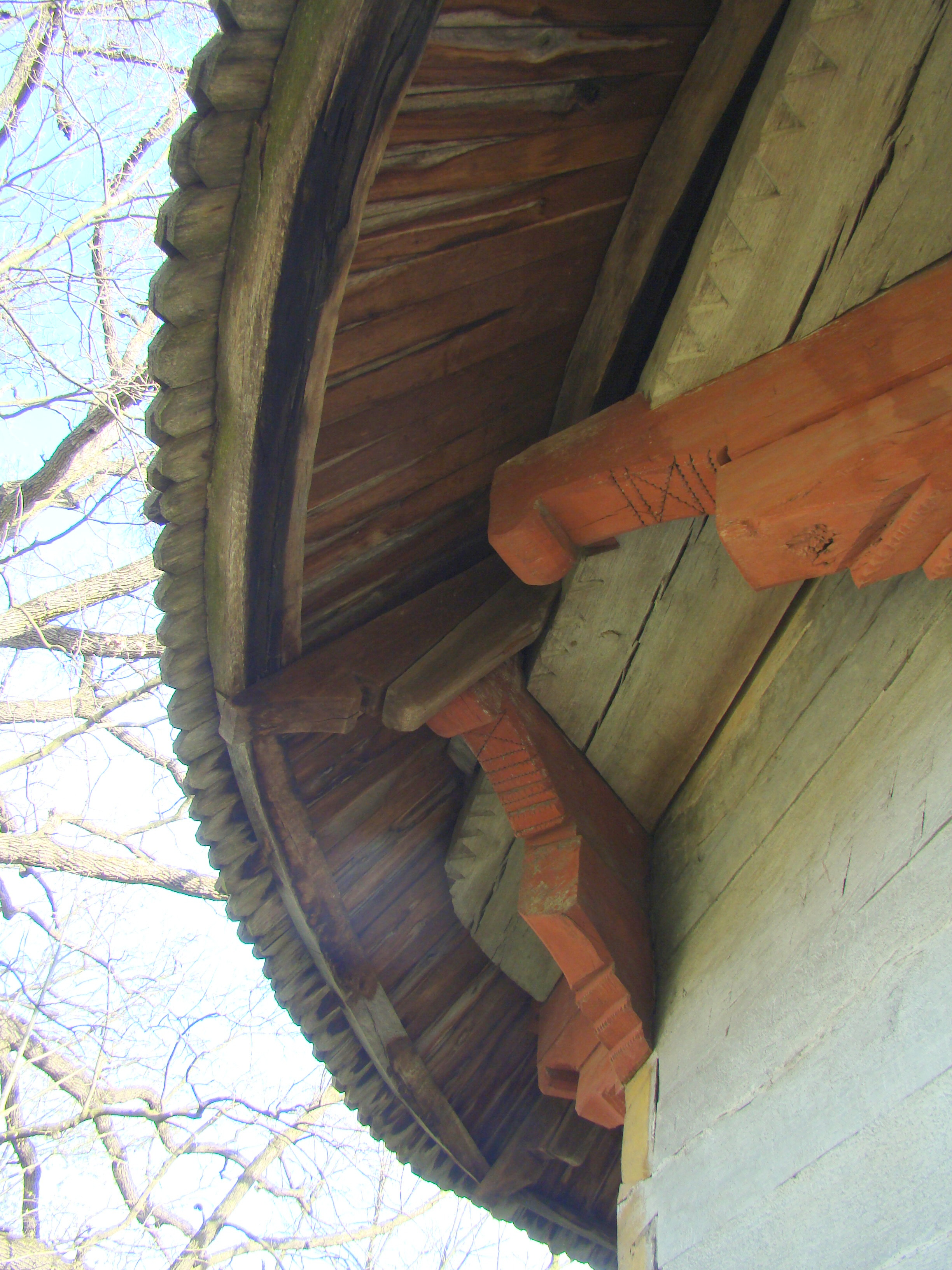
Console şi cosoroaba sub streașină
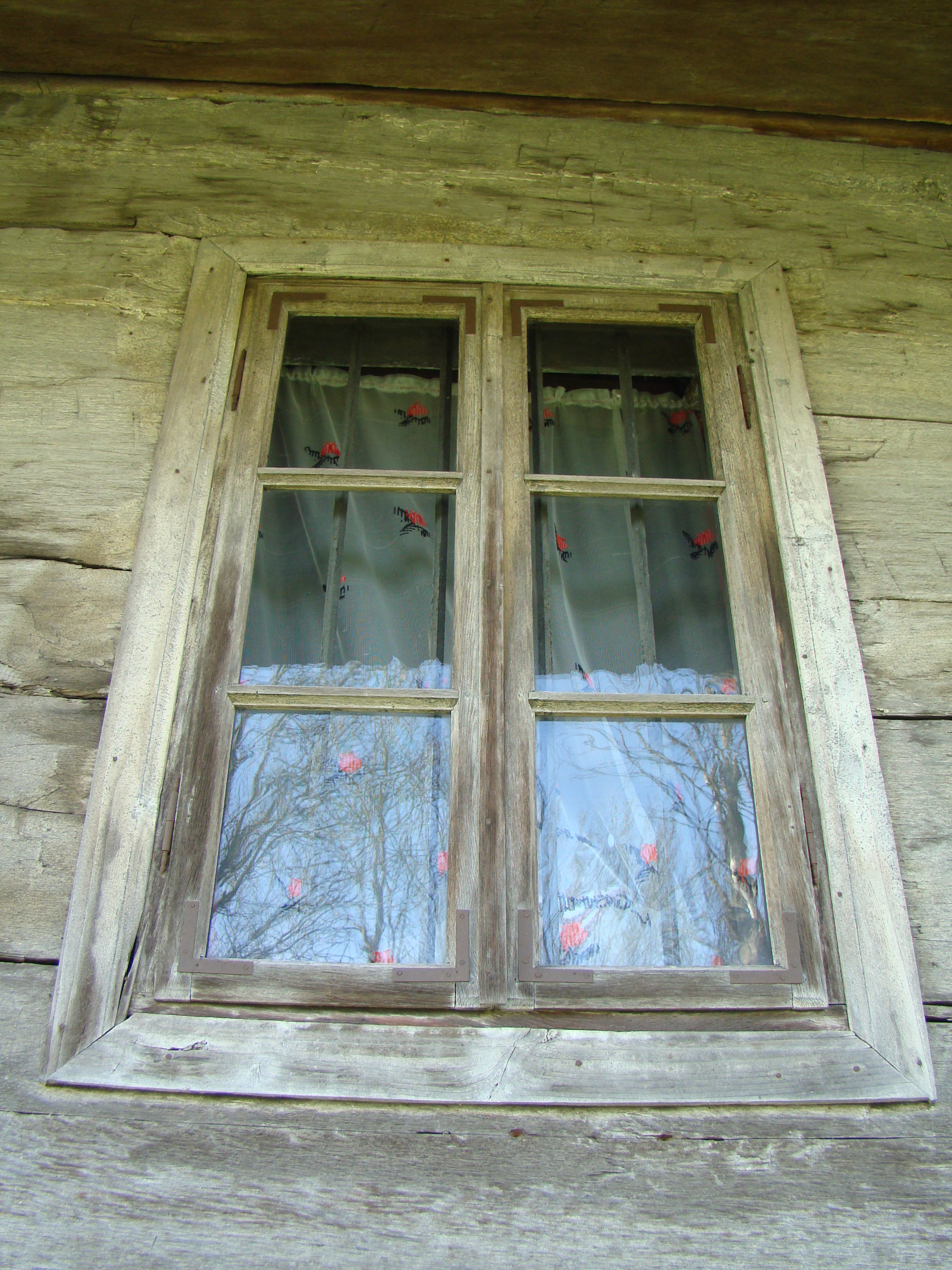
Fereastră
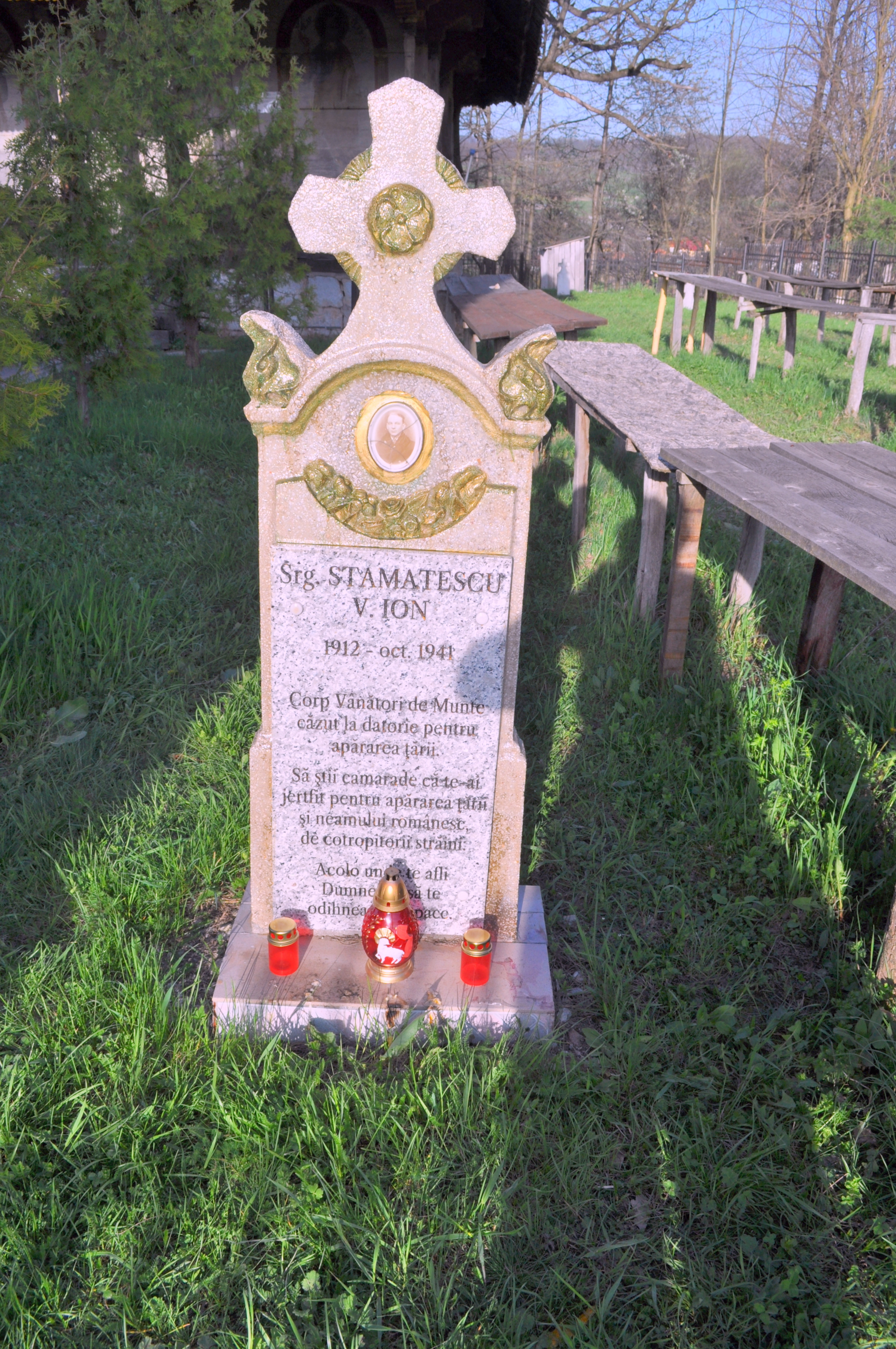
Cruce de erou
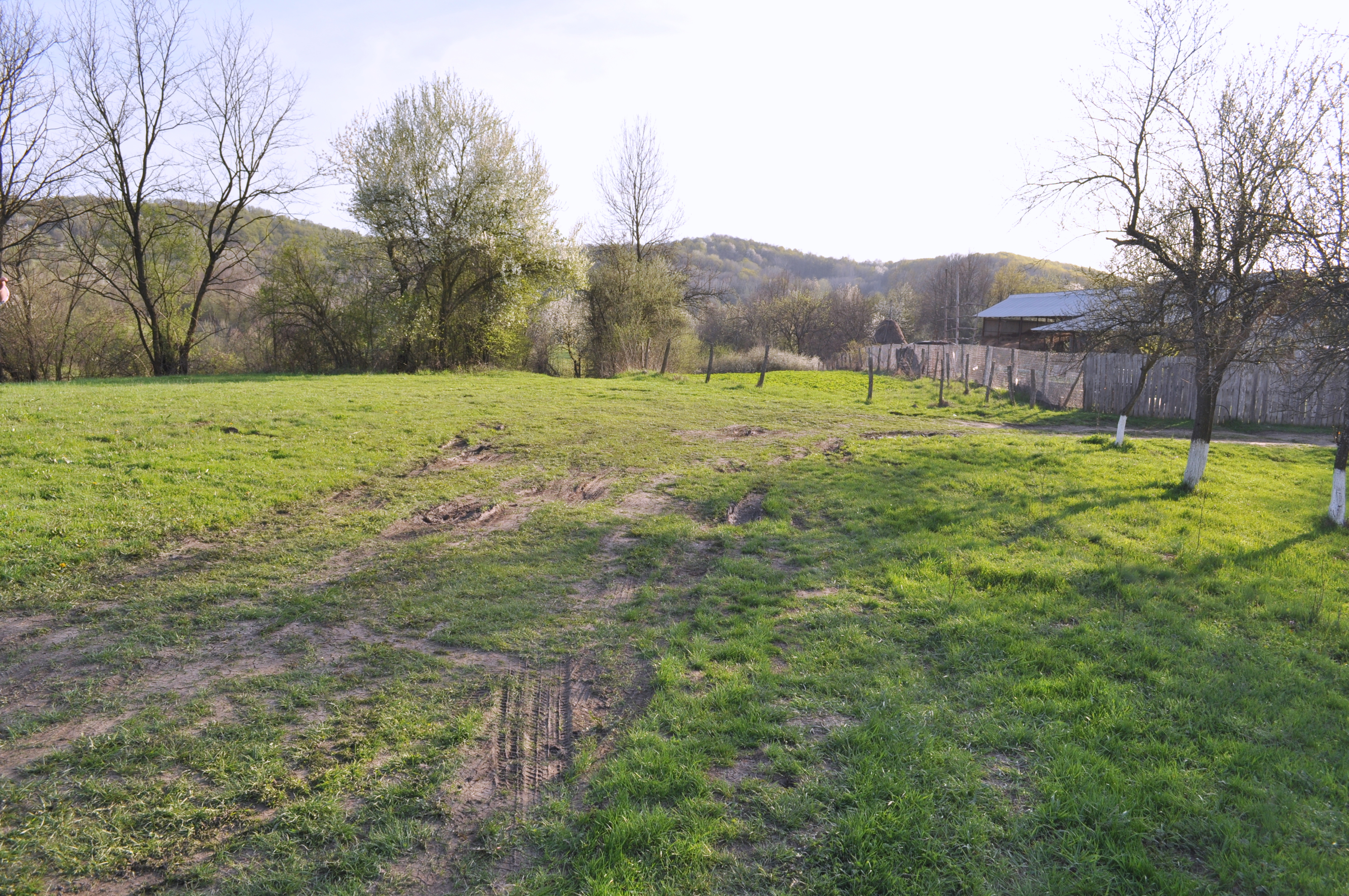
Împrejurimi